# Park Bodnarówka
Park Bodnarówka (j.ukr. Парк Боднарі́вка) – park we Lwowie, położony w dzielnicy Kulparków, w rejonie frankowskim. 
Założenie parkowe o powierzchni 5,8 ha powstało ok. 1960 na granicy Kulparkowa i Bodnarówki u zbiegu ulic Stryjskiej i Naukowej. Początkowo nosiło nazwę 50-lecia Października. W 1965 w centralnej części parku wybudowano pomnik-grobowiec żołnierza Armii Czerwonej Wesełowa, który został zabity w 1950 z rąk „wrogów władzy radzieckiej”. W 1972 park przekomponowano, ustawiono w nim kadłub samolotu An-10, w którym działał teatr dziecięcy „Litak”. 
Po 1991 ekshumowano pochowanego żołnierza i rozebrano pomnik, usunięto również samolot. W jego miejscu wybudowano w 1992 drewnianą, a następnie w latach 1998–2005 murowaną cerkiew Świętych Męczenników Borysa i Gleba (Ukraiński Autokefaliczny Kościół Prawosławny) (proj. Roman Sywieński). W latach 2010–2011 park przeszedł rewaloryzację, odtworzono niewielki zbiornik wodny i zainstalowano nowe oświetlenie.